# 立陶宛大公國徽章
立陶宛大公國的徽章，也稱為柏康理亞（羅馬化：Pahonia，發音：[paˈɣonʲa]）是源自吉迪米諾維奇王朝的立陶宛大公國的象徵。 歐洲最古老的徽章之一。
儘管歷史學家估計盾形紋章的實際製作時間要早得多，但已知的第一個紋章圖像來自 1366 年。 當時，它是奧爾吉爾德大公印章的一部分。
該國徽被正式納入波蘭立陶宛聯邦國徽，並被用作波蘭國王的個人標誌。 立陶宛目前的國徽以及波蘭城鎮的眾多國徽和波德拉謝的國徽都參考了他的形象。
目前，該符號被認為是波蘭、立陶宛和白俄羅斯國家遺產的一部分。

## 相关旗帜

2020年—2021年白俄罗斯示威抗议者旗帜
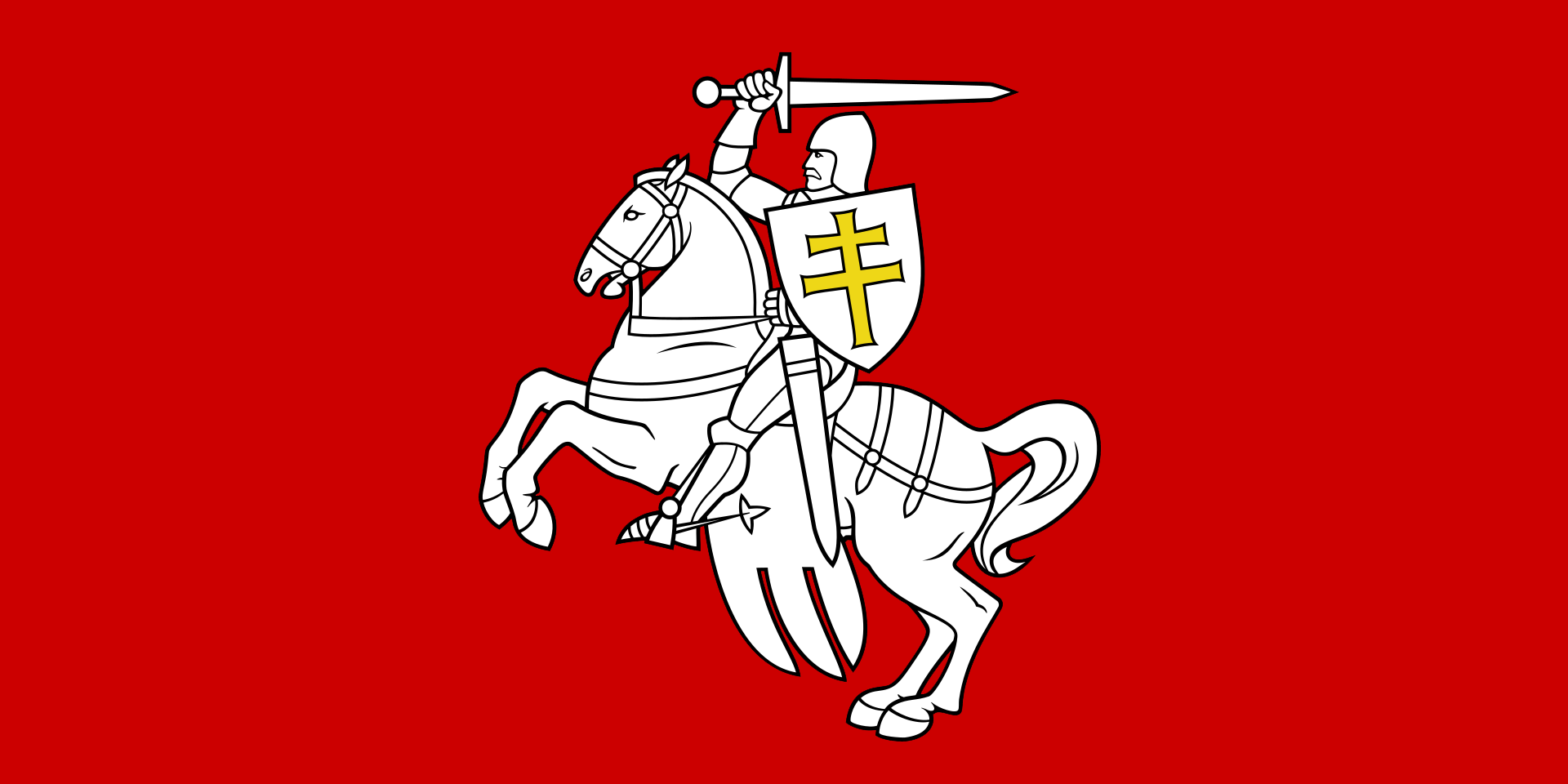
2020年—2021年白俄罗斯示威抗议者旗帜
立陶宛共和国政府旗
立陶宛大公国国旗（1410年—1403年）
立陶宛大公国战旗（1410年—1403年）
白俄罗斯国旗备选草案
明斯克省省旗

## 相关徽章

白俄罗斯国徽（1991年—1995年）
白俄羅斯人民共和國國徽
立陶宛國徽
立陶宛大公國國徽
普瓦維市徽
謝德爾采市徽（波兰语：Herb Siedlec）
列佩利市徽
明斯克省省徽
立陶宛總統徽章
立陶宛議會徽章